# Pachycymbium carnosum
Pachycymbium carnosum là một loài thực vật có hoa trong họ La bố ma. Loài này được (Stent) L.C. Leach mô tả khoa học đầu tiên năm 1978.